# Litteraturåret 1916

## Händelser
- 1 februari inviger Hugo Ball krogen Cabaret Voltaire på Spiegel Gasse i Zürich.[1]
- 5 februari – En 20-årig Tristan Tzara reciterar rumänska dikter, "konservativa till sin stil", enligt Hugo Ball, vid den första soarén på Cabaret Voltaire.[2] Under den kommande våren medverkar han till dadaismens uppkomst.
- 26 februari – Huelsenbeck anländer till Zürich. Enligt Tzara blir det galakväll på Cabaret Voltaire, med bland annat uppläsning av en så kallad simultandikt på tre språk samtidigt.[3]
- 14 juli – Hugo Ball inviger den första dadasoirén med att läsa sitt Dadaistisches Manifest på Cabaret Voltaire. "Musik, dans, föredrag, manifest, dikter, måleri, kostymer, masker", enligt Tzara som också demonstrerar i trängseln bland åhörarna, "vi kräver, vi kräver rätten att pissa i olika färger". Huelsenbeck demonstrerar också, Hans Arp ger en förklaring, Marcel Janco visar sina bilder, Hans Heusser (1892–1942) framför egna kompositioner.[4]
- 1 september – Jönköpings stadsbibliotek startar sin verksamhet.[5]
- okänt datum – I Zürich utkommer första numret av tidskriften Cabaret Voltaire i juni med bidrag av Apollinaire, Tzara, Huelsenbeck, Marinetti, Hugo Ball och Blaise Cendrars bland författarna. I samma stad startar bokförlaget Collection Dada i juli med en utgåva av Tristan Tzaras pjäs La Première aventure céleste de monsieur Antipyrine. I september utkommer Richard Huelsenbecks versbok Fantastiska böner, följt av Schalaben Schalomai Schalamezomai av samme poet i oktober.[6]
- okänt datum – Den menige infanteristen Giuseppe Ungaretti debuterar med diktsamlingen Il porto sepolto ["Den begravda hamnen"], skriven mitt under brinnande krig under slagen vid Isonzo mellan hans hemland Italien och stormakten Österrike-Ungern

## Priser och utmärkelser
- Nobelpriset – Verner von Heidenstam, Sverige[7]
- De Nios Stora Pris – Erik Axel Karlfeldt, Bertel Gripenberg, Vilhelm Ekelund, Axel Lundegård, Hilma Angered Strandberg, Oscar Stjerne och Verner von Heidenstam
- Letterstedtska priset för översättningar – Adolf Hillman för översättningen av Samuel von Pufendorfs sju böcker om Karl X Gustav

## Nya böcker

### A – G
- Dikter av Edith Södergran
- Falska papper av Hjalmar Bergman
- Fantastiska böner av Richard Huelsenbeck
- Guds vackra värld av Martin Koch[8]
- Görans bok av Elsa Beskow[9]

### H – N
- Infödingarna på Manhattan av Gunnar Cederschiöld
- Knutsmässo marknad (Del III av Komedier i Bergslagen) av Hjalmar Bergman
- Krig och hem av Gunnar Cederschiöld
- Maja av Amanda Kerfstedt
- Några dikter av Erik Axel Karlfeldt

### O – U
- Porträtt av konstnären som ung av James Joyce
- Släkten Jerneploogs framgång av Elin Wägner
- Stämningar och minnen från svenska flottan i ond tid av Walter Hülphers
- Tankar och stämningar av Walter Hülphers

### V – Ö
- Veri similia II av Vilhelm Ekelund
- Ångest av Pär Lagerkvist

## Födda
- 9 februari – Helmer Linderholm, svensk författare.
- 22 februari – Walter Dickson, svensk författare.
- 4 maj – Jane Jacobs, amerikansk författare samt arkitektur- och stadsplaneringskritiker.
- 11 maj – Camilo José Cela, spansk författare, nobelpristagare 1989.
- 28 maj – Walker Percy, amerikansk författare.
- 12 juni – Ulla Isaksson, svensk författare och manusförfattare.
- 29 juni – Runer Jonsson, svensk journalist och författare.
- 30 juli – Sven Björkman, svensk skådespelare, författare, kåsör, manusförfattare, kompositör, sångtextförfattare.
- 7 augusti – Majken Torkeli, svensk skådespelare och författare.
- 13 september – Roald Dahl, brittisk författare.
- 1 oktober – Gunnar Brandell, svensk litteraturhistoriker och författare.
- 8 november – Peter Weiss, tysk-svensk författare, konstnär och regissör.
- 19 november – Albino Pierro, italiensk poet.
- 19 december – Ann Mari Falk, svensk författare och översättare.

## Avlidna
- 28 februari – Henry James, 72, amerikansk författare.
- 2 mars – Elisabet av Wied, 72, rumänsk drottning och författare.
- 20 juli – Reinhard Sorge, tysk dramatiker.
- 16 september – José Echegaray, 83, spansk matematiker, politiker och dramatiker, nobelpristagare 1904.
- 15 november – Henryk Sienkiewicz, 70, polsk författare, nobelpristagare 1905.
- 22 november – Jack London, 40, amerikansk författare.

### Fotnoter
1. ↑  Hans Richter i artikeln "Hur började dadaismen?" (Lyrikvännen, 1/1978).
2. ↑  Ibid.
3. ↑  Tristan Tzara i sin sammanfattande Chronique Zurichoise från 1922. (dada.lib.uiowa.edu)
4. ↑  Tzara (1922).
5. ↑  ”Årtal och händelser i Jönköping”. Arkiverad från originalet den 14 augusti 2014. https://web.archive.org/web/20140814012146/http://maltell.se/historia/databas/search/kronologiviewmobil1900.php. Läst 20 juni 2011.
6. ↑  Tzara: Chronique Zurichoise (1922).
7. ↑  ”Nobelpriset i litteratur”. https://www.nobelprize.org/prizes/lists/all-nobel-prizes-in-literature/. Läst 20 mars 2011.
8. ↑  Sverige 1900-talet – Arbetets ansikten i litteraturen, NE, Bra Böcker, 2000
9. ↑  ”Elsa Beskows boktitlar”. Arkiverad från originalet den 14 december 2012. https://web.archive.org/web/20121214172009/http://kampanj.bonniercarlsen.se/beskow/titlar1.htm. Läst 12 april 2011.